# Zoran Ćirić
Œuvres principales
- Rio Bravo (1990)
- Hobo (2001)

Zoran Ćirić (en serbe cyrillique : Зоран Ћирић ; né en 1962 à Niš) est un romancier et un poète serbe. Son surnom est Ćira Magični. En 2001, Ćirić a reçu le prix NIN du meilleur roman pour Hobo.

## Œuvres
Poésies
- Rio Bravo, Novi Sad, 1990.
- Remix, Niš, 1991.
- Wah-Wah, Novi Sad, 1992.
- Tajni život u Srbiji (« La Vie secrète de la Serbie »), Sremski Karlovci, 1995.
- Post, Niš, 1996.
- Pesme o zanatima, Niš, 1997.

Nouvelles
- Zlatna dekada (« La décennie d'or »), Niš, 1992.
- Nišvil, Niš, 1994-2002.
- Kalibar 23 za specijalistu (« Calibre 23 pour un spécialiste »), Belgrade, 1995-2002.
- Magični geto (« Ghetto magique »), Niš, 1995.
- Zen Srbiana, Belgrade, 1997-2002.
- Vulvaši, Belgrade, 1998.
- Odbrana gradova (« Villes de la défense »), Niš, 1998.
- Kaži mami (« Dis à ma mère »), Belgrade, 1999.
- Starinska stvar, Belgrade, 2001.

Gang of four, Belgrade, 2005.
- Tvrda ljubav (« Amour dur »), Belgrade, 2006.
- Solidno srce (« Cœur solide »), Belgrade, 2008.

Romans
- Prisluškivanje, Belgrade, 1999, 2000, 2002.
- Hobo, Belgrade, 2001, 2002, 2007.
- Smrt u El Pasu (« Mort à El Paso »), Belgrade, 2003.
- Slivnik, Belgrade, 2004.
- Noć svih svetih (« La Nuit de la Toussaint »), Belgrade, 2009.